# Zaessingue
Zaessingue – miejscowość i gmina we Francji, w regionie Grand Est, w departamencie Górny Ren.
Według danych na rok 1990 gminę zamieszkiwało 248 osób, a gęstość zaludnienia wynosiła 50 osób/km² (wśród 903 gmin Alzacji Zaessingue plasuje się na 632. miejscu pod względem liczby ludności, natomiast pod względem powierzchni na miejscu 493.).